# Середнє (Тернопільський район)
Сере́днє — село в Україні, у Підгаєцькій міській громаді, Тернопільського району Тернопільської області. Розташоване на річці Золота Липа, на заході району. До 2020 року було підпорядковане Завалівській сільраді. До 1990 року належало до Бережанського району. 
Населення — 206 осіб (2007).

## Історія
Поблизу села виявлено археологічні пам'ятки пізнього палеоліту та трипільської культури.
У податковому реєстрі 1515 року в селі документується піп (отже, уже тоді була церква) і 5 ланів (близько 125 га) оброблюваної землі.
Відоме від XVIII століття.
Діяли «Просвіта» та інші товариства, кооператива.
На 1 січня 1939 року у селі мешкало 570 осіб — 490 українців-греко-католиків і 80 українців-римокатоликів, а в сусідньому селі Кам'яна Гора (приєднане до Середнього за радянської влади) проживало 160 мешканців — 130 українців-грекокатоликів і 30 українців-римокатоликів.
12 червня 2020 року, відповідно до розпорядження Кабінету Міністрів України № 724-р «Про визначення адміністративних центрів та затвердження територій територіальних громад Тернопільської області» увійшло до складу Підгаєцької міської громади.
19 липня 2020 року, в результаті адміністративно-територіальної реформи та ліквідації Підгаєцького району, село увійшло до складу Тернопільського району.

## Пам'ятки
- церква перенесення мощей Святого Миколая (1995, УГКЦ).

Встановлено пам'ятний хрест на честь скасування панщини, насипано символічну могилу Борцям за волю України (1991).

## Соціальна сфера
Працюють клуб, бібліотека.

## Відомі люди
У Середньому народилися:
- діяч культури О. Генза.
- письменник, редактор Богдан Рокецький.
- Кифор Володимир — учасник Похідних Груп ОУН і вояк 1-ї УД УНА. Похований на цвинтарі в Гластонбері, США.

## Галерея

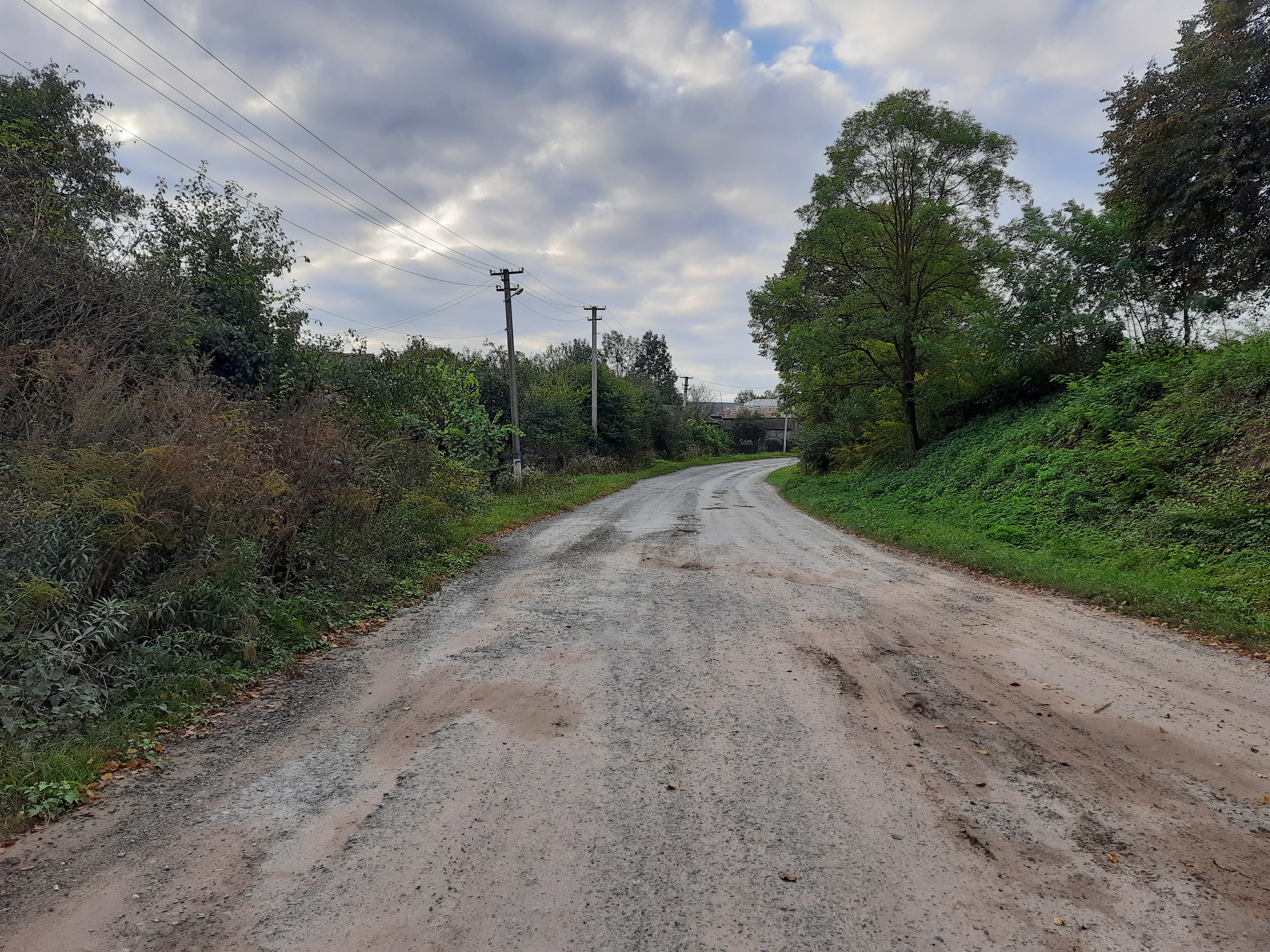
В'їзд у село
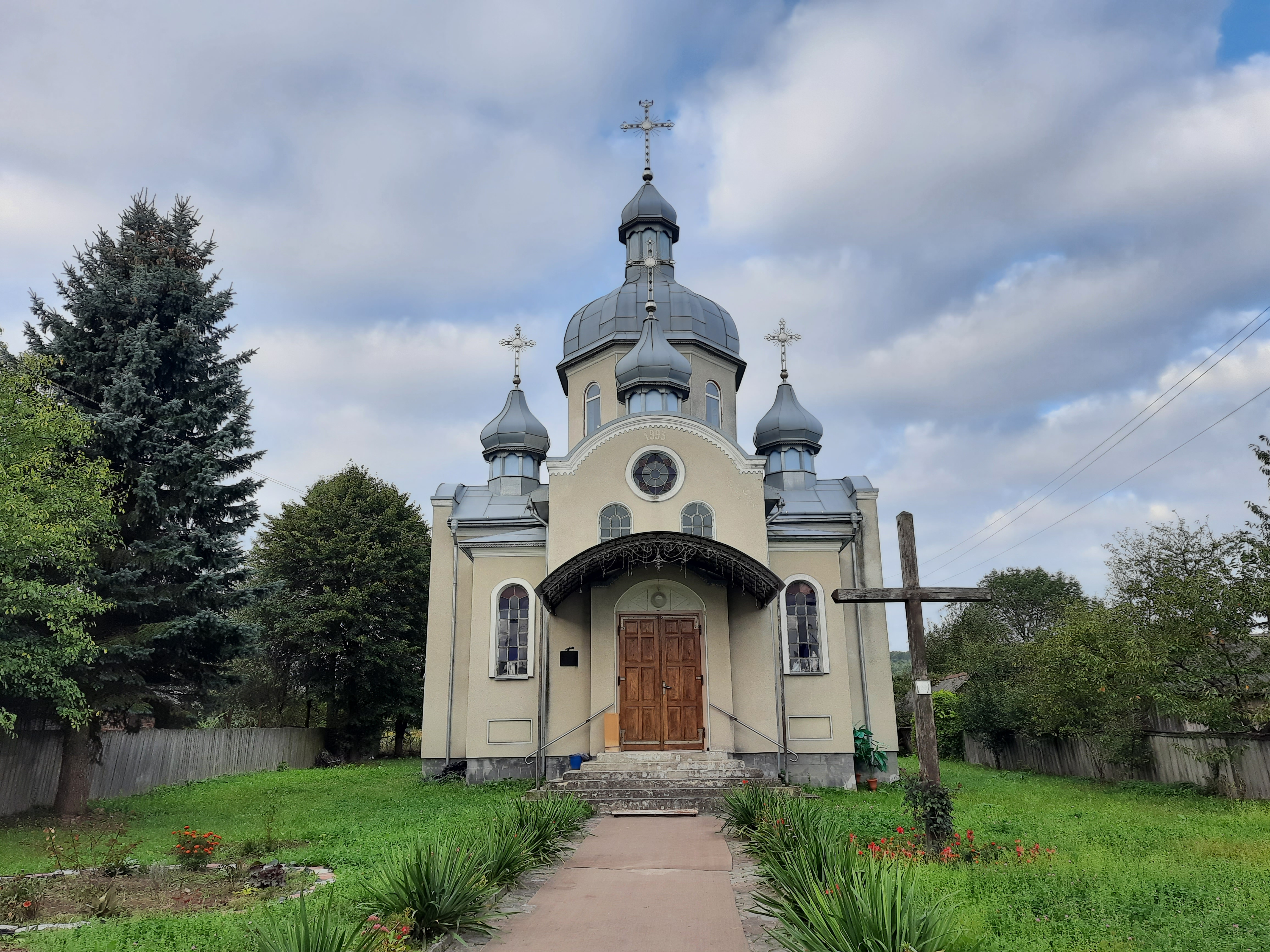
Церква Перенесення Мощей Святого Миколая
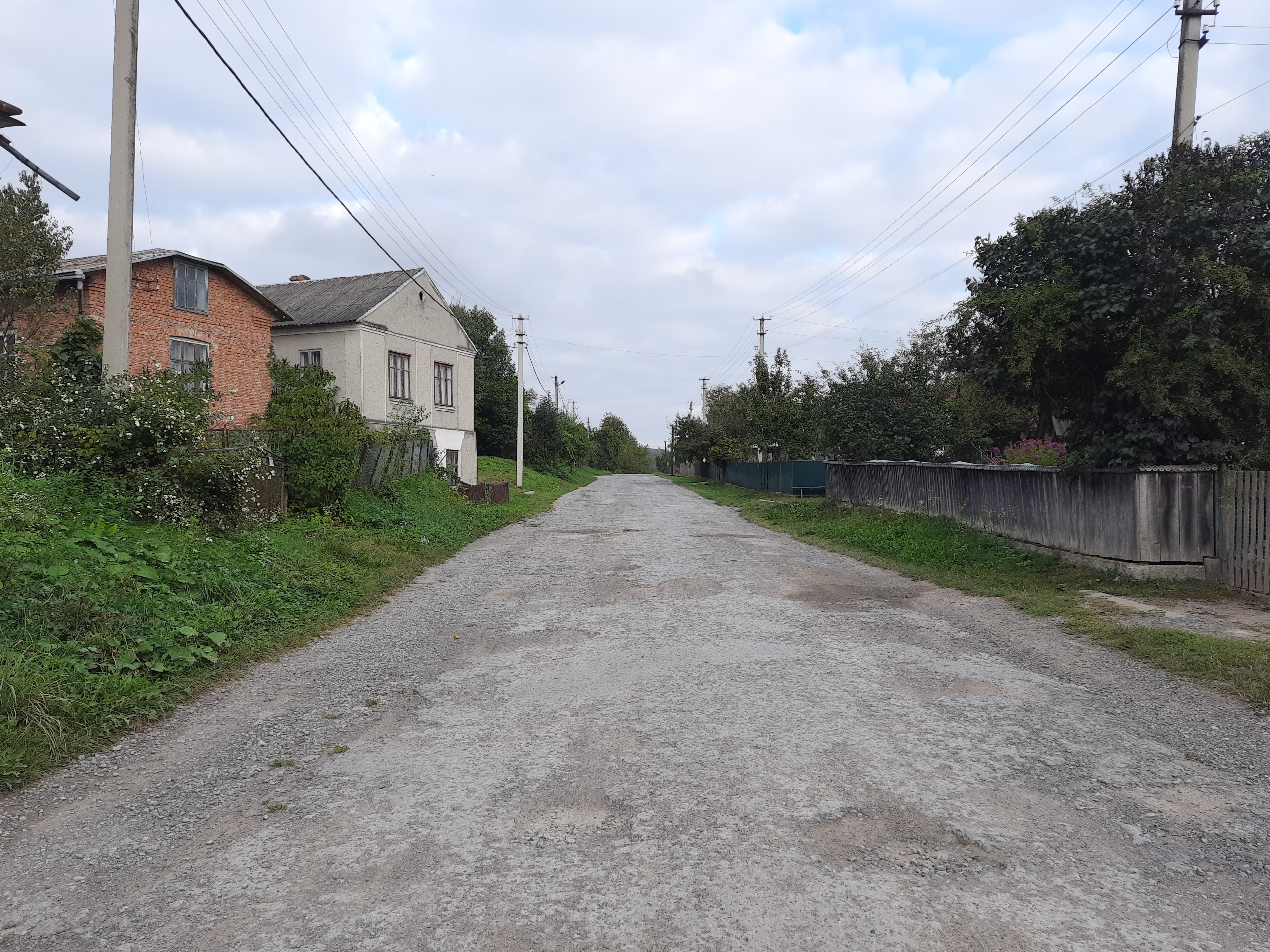
Сільська вулиця